# Aeroportul Ouadda
Aeroportul Ouadda (IATA: ODA, ICAO: FEFW) este un aeroport din Haute-Kotto, Republica Centrafricană ce deservește zona Ouadda. A fost numit după zona deservită.
Situat la o altitudine de 757 m, aeroportul dispune de o singură pistă.